# Jean-Charles Trouabal
Jean-Charles Trouabal (* 20. Mai 1965 in Paris) ist ein ehemaliger französischer Leichtathlet und Olympiateilnehmer. Bei einer Körpergröße von 1,87 m betrug sein Wettkampfgewicht 77 kg.
Bei den Olympischen Spielen 1988 schied Trouabal im 100-Meter-Lauf in der zweiten Runde aus. In der Staffel wurde er nicht eingesetzt. 1990 gewann Trouabal erstmals den französischen Meistertitel im 200-Meter-Lauf. Bis 1995 sollten fünf weitere Titel folgen.
Bei den Europameisterschaften 1990 in Split war Trouabal eigentlich nur für den 200-Meter-Lauf vorgesehen. Hier gewann er in 20,31 s Silber hinter dem Briten John Regis. Für die Staffel war eigentlich Gilles Quenéhervé gesetzt. Quenéhervé fiel jedoch wegen Krankheit aus und Trouabal rückte für ihn in die 4-mal-100-Meter-Staffel. Das Finale am 1. September 1990 wurde den hochgesteckten Erwartungen gerecht. Die Briten liefen 37,98 s, doch das reichte nur zu Silber, denn die französische Staffel in der Besetzung Max Morinière, Daniel Sangouma, Jean-Charles Trouabal und Bruno Marie-Rose lief mit 37,79 s Weltrekord. Zum ersten Mal, seit die Staffel Jamaikas 1968 einen Tag lang den Weltrekord hielt, war der Weltrekord nicht im Besitz der Staffel aus den Vereinigten Staaten. Im selben Jahr wurden die vier Sprinter von der Sportzeitung L’Équipe zu Frankreichs Sportlern des Jahres („Champion des champions“) gewählt.
Am 7. August 1991 beim Meeting Weltklasse Zürich verbesserte die US-Staffel den Weltrekord auf 37,67 s, die französische Staffel lag mit 38,39 s deutlich zurück, obwohl sie in der gleichen Besetzung wie in Split antrat. Bei den Weltmeisterschaften 1991 wurde Trouabal über 200 Meter Sechster. Im Staffelfinale verbesserten die US-Sprinter ihren Weltrekord auf 37,50 s, Morinière, Sangouma, Trouabal und Marie-Rose gewannen mit 37,87 s Silber vor den Briten.
Bei den Olympischen Spielen 1992 verletzte sich Trouabal im Vorlauf über 200 Meter. Bei den Weltmeisterschaften 1993 wurde Trouabal über 200 Meter erneut Sechster. Die französische Staffel wurde im Halbfinale disqualifiziert.
Bei den Europameisterschaften 1994 in Helsinki belegte Trouabal über 200 Meter in 20,70 s Platz fünf und lag nur zwei Hundertstelsekunden hinter dem dritten Platz. Die Staffel gewann in der Besetzung Hermann Lomba, Éric Perrot, Jean-Charles Trouabal und Daniel Sangouma in 38,57 s erneut den Titel.
Zum Ende seiner Karriere erreichte Trouabal bei den Weltmeisterschaften 1995 nochmals im 200-Meter-Lauf und in der Staffel das Halbfinale.

## Bestleistungen
- 100 m: 10,36 s
- 200 m: 20,20 s

## Dies und Das
Bruno Marie-Rose und Jean-Charles Trouabal sind beide am 20. Mai 1965 geboren.